# Rivière aux Bouleaux (rivière Madawaska)
Pour les articles homonymes, voir Rivière aux Bouleaux (rivière Boisbouscache) et Bouleau (homonymie).
La rivière aux Bouleaux est  un affluent de la rivière Madawaska, coulant dans les monts Notre-Dame, dans la municipalité de  Saint-Juste-du-Lac et de Dégelis, dans la municipalité régionale de comté (MRC) de Témiscouata, au Québec, au Canada.
La rivière aux Bouleaux coule vers le Sud surtout en zone forestière, du côté Ouest de la rivière Owen et du côté Est de la rivière Madawaska.
La rivière aux Bouleaux se déverse sur la rive Est de la rivière Madawaska laquelle coule vers le Sud-Est jusqu’à la rive Nord du fleuve Saint-Jean au Nouveau-Brunswick. Ce dernier coule vers le Sud-Est en traversant tout le Nouveau-Brunswick et se déverse sur la rive Nord de la Baie de Fundy laquelle s’ouvre vers le Sud-Ouest sur l’océan Atlantique.

## Géographie
La rivière aux Bouleaux prend sa source de ruisseaux de montagne à l’altitude : 371 m), situé dans la partie Sud de la municipalité de Saint-Juste-du-Lac, dans la MRC de Témiscouata. 
Cette source  est située à :
- 0,1 km au Nord-Ouest de la limite entre les municipalités de Saint-Juste-du-Lac et de Dégelis ;
- 3,6 km au Sud-Ouest du Grand lac Squatec ;
- 2,7 km au Nord-Est de la Grande Baie du Lac Témiscouata ;
- 13,5 km au Nord de la confluence de la rivière aux Bouleaux ;
- 11,4 km au Nord du centre du village de Dégelis.

### Cours de la rivière
À partir de sa source, la rivière aux Bouleaux, coule sur 16,6 km, selon les segments suivants :
- 0,2 km vers l’Est, jusqu'à la limite de la municipalité de Dégelis ;
- 8,0 km vers le Sud-Est, dans Dégelis, jusqu’au pont du chemin forestier ;
- 3,2 km vers le Sud, jusqu'au pont d’une route forestière ;
- 3,4 km vers le Sud, en serpentant jusqu’à un pont routier ;
- 1,8 km vers le Sud-Est, en serpentant jusqu'à la confluence de la rivière[2].

La rivière des Bouleaux se déverse sur la rive Nord de la rivière Madawaska. Cette confluence est située à :
- 5,1 km en aval du pont de la 7e rue Est à Dégelis ;
- 9,9 km en amont de la frontière entre le Québec et le Nouveau-Brunswick ;
- 6,0 km au Sud-Est de la rive Sud-Est du Lac Témiscouata.

## Toponymie
Le toponyme Rivière aux Bouleaux a été officialisé le 5 décembre 1968 à la Commission de toponymie du Québec.